# Frédéric Daerden
Frédéric Daerden (Montegnée, 11 gennaio 1970) è un politico belga di lingua francese. È figlio del politico Michel Daerden (1949-2012).
È un membro come suo padre del Partito Socialista. Per il momento, assume il mandato di deputato federale come vicepresidente del gruppo PS, borgomastro della città di Herstal e vicepresidente della federazione di Liegi del PS. È anche docente presso HEC-ULg.
In passato, ha ricoperto le seguenti cariche: deputato vallone, europarlamentare, consigliere comunale di Herstal, direttore di DC & Co (società di audit).

## Biografia
Daerden ha studiato economia e finanza e si è laureato presso l'Università di Liegi. Più tardi è diventato professore. È stato un revisore dei conti professionale.
Nel 1999, Daerden è stato eletto membro del Parlamento vallone e del Parlamento della Comunità francofona del Belgio ed è rimasto in carica fino al 2009. Daerden è entrato nel consiglio comunale della città di Herstal nel 2001 ed è diventato membro della finanza e dello stato civile. Cinque mesi prima delle elezioni del 2006, succedette a Jean Namotte come sindaco della sua città. Queste elezioni furono segnate dalla battaglia tra gli avversari di Daerden.
Nel 2009, Daerden è stato eletto al Parlamento europeo, dove è membro del Gruppo dell'Alleanza Progressista dei Socialisti e dei Democratici. Dal 2004 Daerden è presidente di Basse-Meuse Développement, una piattaforma regionale che raggruppa i comuni di Herstal, Visé, Oupeye e Bassenge.
Dopo la morte di suo padre nel 2012, Frédéric Daerden annunciò che voleva fondare una fondazione che avrebbe preso il suo nome. Il denaro deve ricompensare gli studenti che scrivono una tesi sulle finanze pubbliche.
Daerden è stato eletto membro della Camera dei rappresentanti alle elezioni federali del 25 maggio 2014. In connessione con queste elezioni, ha concluso la sua adesione al Parlamento europeo il 19 giugno 2014.